# À propos de Nice
À propos de Nice (en español, A propósito de Niza) es un filme mudo francés dirigido en 1930 por Jean Vigo y con fotografía de Boris Kaufman (hermano de Dziga Vértov).
Ambientado en la ciudad de Niza a principios de 1930, el cortometraje —primer trabajo cinematográfico de Jean Vigo— se enmarca, así como en el documental social, en el género de las sinfonías de ciudades, tan en boga durante la década de los años veinte. Otras producciones representativas del género fueron Berlín, sinfonía de una ciudad (Walter Ruttmann, 1927) o Études sur Paris (André Sauvage, 1928), centrados en mostrar el decurso de la vida diaria en las ciudades de Berlín y París, respectivamente.
A propósito de Niza es un documental eminentemente personal. Vigo emplea un punto de vista subjetivo, retratando la ciudad desde la crítica y denunciando —entre otras cosas— las desigualdades sociales, sin alejarse de una perspectiva sardónica y de algún modo voyerista. Tras haberle enseñado un primer montaje a Jean Painlevé, el cineasta declaró: «durante el rodaje, olvidé que el filme debía ser un espectáculo, de ahí el relleno y la terquedad que [Jean] ha señalado».
Jean Vigo reveló su visión personal del filme durante un discurso para el Groupement des Spectateurs d'Avant-Garde, antes de la segunda proyección pública de la película, el 14 de junio de 1930 en el Théâtre du Vieux-Colombier de París, como parte de una conferencia titulada «Hacia un cine social»: «En esta película, mostrando ciertos aspectos de una ciudad, se pone en tela de juicio un modo de vida... los últimos estertores de una sociedad tan perdida en su escapismo que te repugna y te hace simpatizar con una solución revolucionaria». 